# Aigüissi
Aigüissi és una coma subsidiària per la dreta de la Vall de Sant Nicolau. Es troba en el terme municipal de la Vall de Boí (Alta Ribagorça), dins del Parc Nacional d'Aigüestortes i Estany de Sant Maurici.
«El nom prové del llatí “aqua exi”, surt aigua».

## Geografia
La carena que rodeja la part septentrional de la coma, s'estén en direcció nord des del Tuc del Coll Arenós (2.648,4 m), i limita a l'oest amb Comaltes, passa pel Coll Arenós (2.625,7 m) i, en arribar al més oriental dels Pics de Comaltes (2.770,4 m), vira cap a l'est; des del punt on gira a llevant, fins a assolir el Bony d'Aigüissi (2.876,1 m), limita amb la Vall de Comalesbienes; la carena, en el tram que comparteix amb la Vall de Sarradé, vira cap al sud-est primer i en direcció sud després, baixa al Colladó d'Aigüissi (2.457,2 m), puja al Cap de Copiello (2.508,3 m) i continua cap al sud-oest fins a arribar a les Roques Punxentes (2.316,8 m).
Els estanyets del vessant del Coll Arenós, anomenats els Cacos, i l'Estany d'Aigüissi (2.431 m) desaigüen cap al Barranc d'Aigüissi.